# Külső Keleti Körút
A Külső Keleti Körút (vagy Külső Kerületi Körút, röviden KKK, korábbi nevén Ipartelepi Feltáró Út) egy tervezett gyorsforgalmi út Budapest délkeleti városrészeiben, a XXIII., XVIII., X., és XVII. kerületben.

## Megvalósítás
Az út megépítését két ütemben tervezik, az első ütem (5,6 km) a Soroksári körúttól a Flór Ferenc utcáig, a második ütem (7,7 km) innen a Jászberényi útig tart.

## Csomópontok
- 0 km: tervezett Soroksári körút
- 0,4 km: Vecsési út: szintbeli csomópont
- 0,9 km: Majori út (Tangazdasági út): szintbeli csomópont
- 2,2 km: M5-ös autópálya aluljáró, csomópont nincs
- 2,8 km: Bevásárlóközpont feltáró út: szintbeli T csomópont
- 3,4 km: Nagykőrösi út: külön szintű csomópont, a Lajosmizsei vasútvonalat aluljáróval keresztezi
- 4,3 km: Ipacsfa utca-Lőrinci utcai: lámpás kereszteződés (a Cséry-telepen áthaladva megépül a két út összekötése)
- 5,0 km: Péterhalmi út: jelzőlámpás kereszteződés
- 5,6 km: Flór Ferenc utca: csomópont nincs, alagút kezdete
- mélyvezetésű szakasz hossza 3,0 km
- 6,1 km: Halomi út: alagút, csomópont nincs
- 6,6 km: Sallai Imrei utca: alagút, csomópont nincs
- 6,9 km: Üllői út: alagút, csomópont nincs
- 8,1 km: tervezett Auchan-út: külön szintű csomópont
- mélyvezetésű szakasz vége
- 8,6 km: Ferihegyi gyorsforgalmi út: külön szintű csomópont
- 9,8 km: Csévéző utca: körforgalmi csomópont
- 10,6 km: tervezett M4-es autópálya bevezető csomópontja
- 11,8 km: Helikopter utca: szintbeli T csomópont
- 12,8 km: 4-es főút bevezető szakasza és az újszászi vasútvonal, külön szintű csomópont
- 13,3 km: Jászberényi út-Pesti út: közvetett szintbeli csomópont